# Pterocryptis inusitata
Pterocryptis inusitata är en fiskart som beskrevs av Ng, 1999. Pterocryptis inusitata ingår i släktet Pterocryptis och familjen malfiskar. IUCN kategoriserar arten globalt som starkt hotad. Inga underarter finns listade i Catalogue of Life.